# LML Energy
Die LML Energy war ein Leichtkraftrad des indischen Herstellers LML (Lohia Machinery Limited).

## Modellgeschichte
LML war seit 1982 bekannt als Unternehmen, das in Kooperation mit dem italienischen Hersteller Piaggio Motorroller entwickelte und produzierte. Nachdem Ende der 1990er Jahre zunehmend mehr Viertaktmotoren den indischen Zweiradmarkt eroberten, begann das Unternehmen 1998 die Kollaboration mit dem südkoreanischen Motorradhersteller Daelim. Nachdem Piaggio im Dezember 1999 bei LML ausgestiegen war, versuchte man nun auch Marktanteile auf dem Motorradsektor gewinnen.
Im Jahr 2000 erschienen in Eigenentwicklung zwei technisch nahezu identische Leichtkraftradmodelle, das unverkleidete Kickstarter-Modell LML Energy und die sportlichere LML Adreno mit Frontverkleidung, elektrischem Anlasser und 5-Ganggetriebe. Während die Adreno vorn über eine Scheibenbremse verfügte, hatte die Energy an beiden Rädern Trommelbremsen. Beide Modelle waren zu Produktionsbeginn mit Daelim-100-cm3-Motoren mit Drei-Ventil-Technik ausgestattet. Beide Modelle erweckten einen sportlichen Eindruck, dem sie in der eher auf Sparsamkeit ausgerichteten 100 cm3-Motorisierung trotz drehfreudiger Motoren aber nicht entsprachen, sodass der erwartete Absatzerfolg ausblieb.
Nach einem Facelift Ende 2001 wurde der Motor durch den etwas kräftigeren Delta 4-Motor mit Digitalzündung und 110 cm3 aus eigener Entwicklung ersetzt, wie er dann auch im Mitte 2002 erschienen Hoffnungsträger LML Freedom zum Einsatz kam. Diese Maßnahme verhalf beiden Modellen aber nicht mehr zum erwarteten Erfolg, während sich die Freedom erfolgreich verkaufte.
|                                    | Energy                                              | Energy FX                                           |
| ---------------------------------- | --------------------------------------------------- | --------------------------------------------------- |
| Motorbauart                        | luftgekühlter Einzylinder-Viertaktmotor (3 Ventile) | luftgekühlter Einzylinder-Viertaktmotor (4 Ventile) |
| Schmierung                         | Druckumlaufschmierung                               | Druckumlaufschmierung                               |
| Hubraum                            | 99,1 cm³                                            | 109,15 cm³                                          |
| max. Leistung in kW (PS) bei 1/min | 6,3 kW (8,5 PS) 9000(?)                             | 6,5 kW (9 PS) 8500                                  |
| max. Drehmoment in Nm bei 1/min    | ?                                                   | ?                                                   |
| Getriebe                           | 4-Gang-Schaltung                                    | 4-Gang-Schaltung                                    |
| Höchstgeschwindigkeit              | ?                                                   | 90 km/h                                             |
| Tankinhalt                         | 14 l                                                | 14 l                                                |
| Eigengewicht                       | 113 kg                                              | 113 kg                                              |